# Lake (condado de Marinette, Wisconsin)
Lake es un pueblo ubicado en el condado de Marinette en el estado estadounidense de Wisconsin. En el Censo de 2010 tenía una población de 1.135 habitantes y una densidad poblacional de 7,37 personas por km².

## Geografía
Lake se encuentra ubicado en las coordenadas 45°12′4″N 87°53′13″O / 45.20111, -87.88694. Según la Oficina del Censo de los Estados Unidos, Lake tiene una superficie total de 154.1 km², de la cual 144.42 km² corresponden a tierra firme y (6.29%) 9.69 km² es agua.

## Demografía
Según el censo de 2010, había 1.135 personas residiendo en Lake. La densidad de población era de 7,37 hab./km². De los 1.135 habitantes, Lake estaba compuesto por el 97.8% blancos, el 0.26% eran afroamericanos, el 0.88% eran amerindios, el 0% eran asiáticos, el 0% eran isleños del Pacífico, el 0.79% eran de otras razas y el 0.26% pertenecían a dos o más razas. Del total de la población el 1.23% eran hispanos o latinos de cualquier raza.